# Erste Liga 2007-2008
La Erste Liga 2007-2008 (ufficialmente Red Zac Erste Liga) è la 34ª edizione del campionato di calcio austriaco di seconda divisione.
Ha visto la vittoria del Kapfenberger SV, che ritorna così dopo 47 anni nella massima divisione, malgrado l'anno precedente fosse retrocesso in Regionalliga e solo successivamente ripescato, per il ritiro della licenza al Grazer AK.
Retrocedono in Regionalliga il Kärnten (per la prima volta nella sua storia), il Parndorf ed il Bad Aussee, unica delle neopromosse a scendere subito di categoria.

## Regolamento
Le squadre si affrontano in un doppio girone di andata e uno di ritorno, per un totale di 33 giornate.
La squadra campione verrà promossa in Bundesliga per la stagione 2008-2009.
Le ultime tre classificate retrocedono in Regionalliga.

## Squadre partecipanti
| Club              | Città         | Stadio          | Capacità | Stagione 2006-2007             |
| ----------------- | ------------- | --------------- | -------- | ------------------------------ |
| Austria Lustenau  | Lustenau      | Reichshof       | 8 500    | 4º posto in Erste Liga         |
| Austria Vienna II | Vienna        | Franz Horr      | 13 500   | 8º posto in Erste Liga         |
| Bad Aussee        | Bad Aussee    | Panorama        | 3 000    | 1º posto in Regionalliga Mitte |
| Gratkorn          | Gratkorn      | Gratkorn        | 3 000    | 5º posto in Erste Liga         |
| Kapfenberger      | Kapfenberg    | Franz Fekete    | 12 000   | 11º posto in Erste Liga        |
| Kärnten           | Klagenfurt    | Fischl          | 3 136    | 7º posto in Erste Liga         |
| Leoben            | Leoben        | Donawitz        | 6 000    | 3º posto in Erste Liga         |
| Lustenau 07       | Lustenau      | Reichshof       | 8 500    | 6º posto in Erste Liga         |
| Parndorf          | Parndorf      | Heideboden      | 5 000    | 9º posto in Erste Liga         |
| Salisburgo II     | Salisburgo    | Wals-Siezenheim | 30 188   | 1º posto in Regionalliga West  |
| Schwadorf         | Schwadorf     | Richard Gebert  | 5 000    | 1º posto in Regionalliga Ost   |
| Schwanenstadt     | Schwanenstadt | Vor der Au      | 5 000    | 2º posto in Erste Liga         |

## Classifica
|  | Pos. | Squadra           | Pt | G  | V  | N  | P  | GF | GS | DR  |
|  | ---- | ----------------- | -- | -- | -- | -- | -- | -- | -- | --- |
|  | 1.   | Kapfenberger      | 66 | 33 | 19 | 9  | 5  | 79 | 45 | +34 |
|  | 2.   | Gratkorn          | 55 | 33 | 15 | 10 | 8  | 51 | 35 | +16 |
|  | 3.   | Austria Lustenau  | 54 | 33 | 15 | 9  | 9  | 50 | 39 | +17 |
|  | 4.   | Lustenau 07       | 53 | 33 | 18 | 8  | 10 | 50 | 39 | +11 |
|  | 5.   | Austria Vienna II | 50 | 33 | 14 | 8  | 11 | 45 | 44 | +1  |
|  | 6.   | Salisburgo II     | 46 | 33 | 13 | 7  | 13 | 51 | 52 | -1  |
|  | 7.   | Schwanenstadt     | 45 | 33 | 13 | 6  | 14 | 48 | 51 | -3  |
|  | 8.   | Leoben            | 41 | 33 | 11 | 8  | 14 | 44 | 46 | -2  |
|  | 9.   | Admira Wacker M.  | 41 | 33 | 12 | 5  | 16 | 48 | 53 | -5  |
|  | 10.  | Kärnten           | 40 | 33 | 11 | 7  | 15 | 37 | 51 | -14 |
|  | 10.  | Parndorf          | 37 | 33 | 10 | 7  | 16 | 45 | 61 | -16 |
|  | 10.  | Bad Aussee        | 20 | 33 | 4  | 8  | 21 | 35 | 70 | -35 |

Legenda:

      Promossa in Bundesliga 2008-2009

      Retrocessa in Regionalliga 2008-2009

## Verdetti
- Kapfenberger promosso in Bundesliga 2008-2009.
- Kärnten,  Parndorf e  Bad Aussee retrocesse in Regionalliga 2008-2009.

## Statistiche e record

### Classifica marcatori
| Gol |  |  | Giocatore               | Squadra          |
| --- |  |  | ----------------------- | ---------------- |
| 21  |  |  | René Gartler            | Lustenau 07      |
| 19  |  |  | Andreas Bammer          | Schwanenstadt    |
| 18  |  |  | Michael Liendl          | Kapfenberger     |
| 15  |  |  | Günter Friesenbichler   | Austria Lustenau |
| 13  |  |  | Dominic Hassler         | Gratkorn         |
| 12  |  |  | David Sencar            | Kapfenberger     |
| 11  |  |  | Georges Panagiotopoulos | Gratkorn         |